# Н.Н. Брут
Н.Н. Брут — псевдоним, под которым скрывался неустановленный художник, создавший иллюстрации для двух из четырёх вышедших номеров оппозиционного правительству журнала «Леший» (1906 год).
Цветные рисунки:
- обложка 1-го номера с изображением лешего
- антиправительственная иллюстрация «Украшение Таврического дворца продолжается…» в № 4

Оба рисунка в верстке журнала надписаны курсивным шрифтом над левым верхним углом иллюстрации: «Н. Брутъ». Инициал отчества взят из выходных данных журнала, где перечислены художники, принимавшие участие в его создании, и Брут указан как «Н. Н. Брутъ».
При этом И. Ф. Масанов в своём «Словаре псевдонимов» указывает: «Псевдоним: Н. Б. Настоящее имя: Брут Н. Н. Периодические издания: Леший, 1906». Это уточнение относится к черно-белой виньетке, подписанной «Н.Б.». Кто, в свою очередь, скрывается под фамилией Брут, Масанов не указывает. 